# Mathematics Genealogy Project
Das Mathematics Genealogy Project (deutsch mathematisches Genealogieprojekt) ist eine frei zugängliche Datenbank im Internet mit dem Ziel, möglichst viele Dissertationen in der Mathematik und in verwandten Gebieten wie der theoretischen Physik zu erfassen und zu einem akademischen Stammbaum zu verknüpfen. Das Projekt wurde 1996 von Harry Coonce initiiert.
In diese an der North Dakota State University beheimateten Datenbank werden die Namen des Autors und des Betreuers (Doktorvaters), das Jahr, die Universität und der Titel der Dissertation eingetragen. Für ältere Zeiten, als die Promotion noch nicht Standard war, werden andere Studienabschlüsse eingetragen, oder einfach nur Lehrer-Schüler-Beziehungen, wie zwischen Leonhard Euler und Joseph-Louis Lagrange. In diesem Stammbaum stellt die Beziehung zwischen Doktorvater und Doktorand das wissenschaftliche Verwandtschaftsverhältnis dar.
Im März 2017, als das Projekt über 200.000 Einträge besaß, konnte man ihm beispielsweise entnehmen, dass Carl Friedrich Gauß (1777–1855) inzwischen mehr als 77.000 „mathematische Nachkommen“ hat, Luca Pacioli (1445–1517) mehr als 130.000. In Paciolis Linie stehen Nikolaus Kopernikus (1473–1543), Gottfried Wilhelm Leibniz (1646–1716), Jakob I Bernoulli (1655–1705) und Leonhard Euler (1707–1783). Eine andere interessante Linie beginnt mit Niccolò Tartaglia, der Autodidakt war, und führt über Ostilio Ricci, Galileo Galilei, dessen Schüler Benedetto Castelli und Vincenzo Viviani zu Isaac Barrow, Isaac Newton, Roger Cotes bis zu George Gabriel Stokes, James Clerk Maxwell, Arthur Cayley, John William Strutt, Ernest Rutherford, Edward Victor Appleton, Paul Langevin, Hans Geiger und Douglas Hartree. Umgekehrt lassen sich die meisten heutigen Wissenschaftler auf einige wenige Urahnen zurückführen.
In seiner Struktur und den Recherchemöglichkeiten ähnelt das Mathematics Genealogy Project dem 2007 von Karl Jug initiierten Theoretical Chemistry Genealogy Project.